# Elám

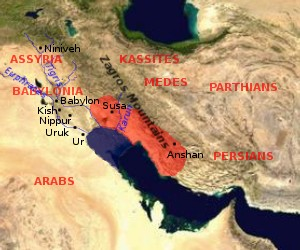
Elám területe. A térkép a Perzsa-öböl a kiterjedését a bronzkorinak megfelelően ábrázolja

Elám (elámi nyelven Haltamti, később Atamti, sumer és akkád nyelven 𒉏 = NIM, ELAM) ókori iráni államalakulat volt, amely a történelem kezdete előtti időszakban közös fejlődési utat járt be Mezopotámia népeivel, majd ezek közül utoljára önálló kultúrát hozott létre. Elám évezredeken keresztül fenyegetést jelentett a Folyamközre, mellyel azonban mindvégig szoros gazdasági és kulturális kapcsolatokat is ápolt.
A sumerek Nímnek, az akkádok Elámtunak nevezték.

## Elhelyezkedése
Elám a mai Irán délnyugati részén, a Zagrosz és a Perzsa-öböl közötti vidéken, nagyrészt a mai Huzesztán tartományban helyezkedett el. Legjelentősebb folyója a Kárun volt, melynek alluviális síkságán alakult ki a később központi jelentőségű Szúza. Nyugat-Elám számára fontos természeti erőforrás volt a zsírkő, amelynek kereskedelme hozzájárult ahhoz, hogy a térség Mezopotámia méltó vetélytársa legyen.

## Története

### A legkorábbi idők
Legfontosabb vízfolyása a térségnek a főváros, Szúza mellett elhaladó folyó. Ennek neve az ógörög nyelvben Eulaiosz, a héberben pedig Ulai (ma Karkeh). A név egyértelmű kapcsolatban áll az Elám névvel, de hogy melyik kapta a nevét a másikról, azt nem lehet tudni. Ugyanakkor az önelnevezés, a Hal-Tamti alakból is levezethető az akkád Elamtu névalak.
Elám legfontosabb városa az i. e. 4000 körül alapított Szúsza volt, amely vallási központként tett szert nagy jelentőségre. Együtt haladását a nyugatabbi régióval jelzi, hogy az írás legelső előzményeinek tekintett számlálókövek Uruk és más folyóközi városok mellett itt is felbukkantak. Ezen a területen ekkor fontos változás ment végbe. Az egyszintű – falusias jellegű – településrendszert, ami az Ubaid-kort és a korai Uruk-periódust is jellemezte, háromszintű, egyszerű településekből (falvakból), valamint alsó- és középszintű centrumokból álló településhálózat váltotta fel. Ez valamiféle társadalmi szervezettségre, adminisztrációra, azaz az állam kialakulására utaló jel, ami valószínűleg innen terjedt át a következő korszakban Mezopotámiába, a valószínűleg innen a későbbi Sumerbe bevándorló proto-sumerek által.
Az i. e. 4–3. évezredben a protoelámi kultúra fejlődött ki az övezetben, melyben később létrejött az önálló elámi írás. Ezt a mai napig nem sikerült megfejteni. Elám történelme szorosan összefügg a Folyamközével, de kultúrájuk nem afféle szatellit-civilizáció, mint amelyek a nagyobb központok körül mindig is alakulnak, hanem bizonyos jellemzőiben endemikus jellegű, míg tárgyi kultúrája a legkorábbi időktől fogva kicsiny késéssel követte a folyamközit. Az erdős, hegyvidéki terület korai önálló kultúrája később felolvadt az erős sumer–akkád befolyásban, de ami ma megismerhető belőle, az jelentős alkotóerőről tanúskodik. Saját írásuk is volt, melyet később az ékírás váltott fel. Elám délkeleti részén egy sötétbőrű nép lakott, de az ő nyelvük is igen kevéssé ismert. I. e. 4800 körül jelentős sumer kultúraátvétel kezdődött, de a késői Uruk korban és a Dzsemdet Naszr korban (i. e. 3400–3000 körül) a kapcsolatok megszakadtak. Az önálló elámi írás kialakulása épp ez időre tehető.
A kora dinasztikus kor Mezopotámiája már intenzív kereskedelmi kapcsolatokat ápolt e térséggel, amit mi sem bizonyít jobban, mint hogy az ún. Sumer királylistán két elámi város, a Dijála folyó mentén fekvő Avan és Hamazi is szerepel. Az emlékek szerint a kisi Mebarageszi vagy a lagasi Éannatum is kiterjesztette a hatalmát a keleti térségre.
Az elámiak ekkoriban vették át az ékírást. A legenda szerint Enmerkar uruki király és a legendás Aratta város uralkodója közti kereskedelmi megállapodás keretében történt meg ez az átvétel, hogy a gazdasági kapcsolatok zavartalanul működhessenek.
Elámban állattenyésztésre és földművelésre alkalmas területek is voltak, mégis főképpen az Elámon keresztül vezető fontos kereskedelmi utak bevételeiből éltek. A kereskedelem fontos kiegészítője volt a rengeteg rablóhadjárat bevételeinek, melyeket mindenfelé indítottak, legfontosabb célpontjuk azonban Mezopotámia volt. A legkorábbi ismert összetűzést az i. e. 25. századra datáljuk; a szenvedő alany Lagas városa volt. Sarrukinu uralkodását követően pedig Elám többé már nem a távoli hegyi nép volt, hanem közvetlen szomszéd ország, ráadásul erős és mindig harcra kész szomszéd. Az i. e. 8. századig Babilonnak és a többnyire önálló Tengerföldnek folyamatosan figyelemmel is kellett kísérni Elámot, mert a puszta léte többször is elegendőnek bizonyult ahhoz, hogy a babiloni dinasztiák más irányokban se próbálkozzanak katonai kalandokkal.

### Az első felemelkedés
Elám csak az Akkád Birodalom idején lépett a valóságosan is dokumentált történelem színpadára. Először Puzur-Insusinak, Awan királya egyesítette Elámot i. e. 2200 körül, azonban a III. uri dinasztiához tartozó Sulgi alig kétszáz év múlva ismét kis államok halmazává tette a legyőzött területet. A hegyvidéki régió azonban megőrizte függetlenségét, és a térség súlypontja – mint később sokszor – az elfoglalt Szúszából a keleti Ansanba tevődött át.
Ibbí-Szín király bukását a Simaskit, Ansant és Szúszát egyesítő elámi uralkodó, Kindattu i. e. 2004-es támadása okozta. Urból csak i. e. 1995-ben sikerült kiverni az Ibbí-Színt elhurcoló elámiakat, akik felett ezután még kb. száz évig a Simaski-dinasztia uralkodott, majd az Eparti-dinasztia váltotta fel azt.
Elám királyai ettől az időszaktól fogva a szukkalmah címmel illették magukat, ami a III. uri dinasztia idején azoknak a Lagasban székelő tisztviselőknek volt a címe, akik a keleti területek irányításáért feleltek. Ezek a királyok az i. e. 18. században, Hammurapi idején sikertelenül próbáltak meg beavatkozni a térség ügyeibe Esnunna város megtámadásával, mert az Óbabiloni Birodalom legyőzte Elámot. Tartós hódításra azonban nem került sor, és az Iráni-medence ezután négyszáz éven keresztül alig hallatott magáról. A királyok nevei ismertek, azonban a feliratos anyag meglehetősen szegényes.

### A második virágkor

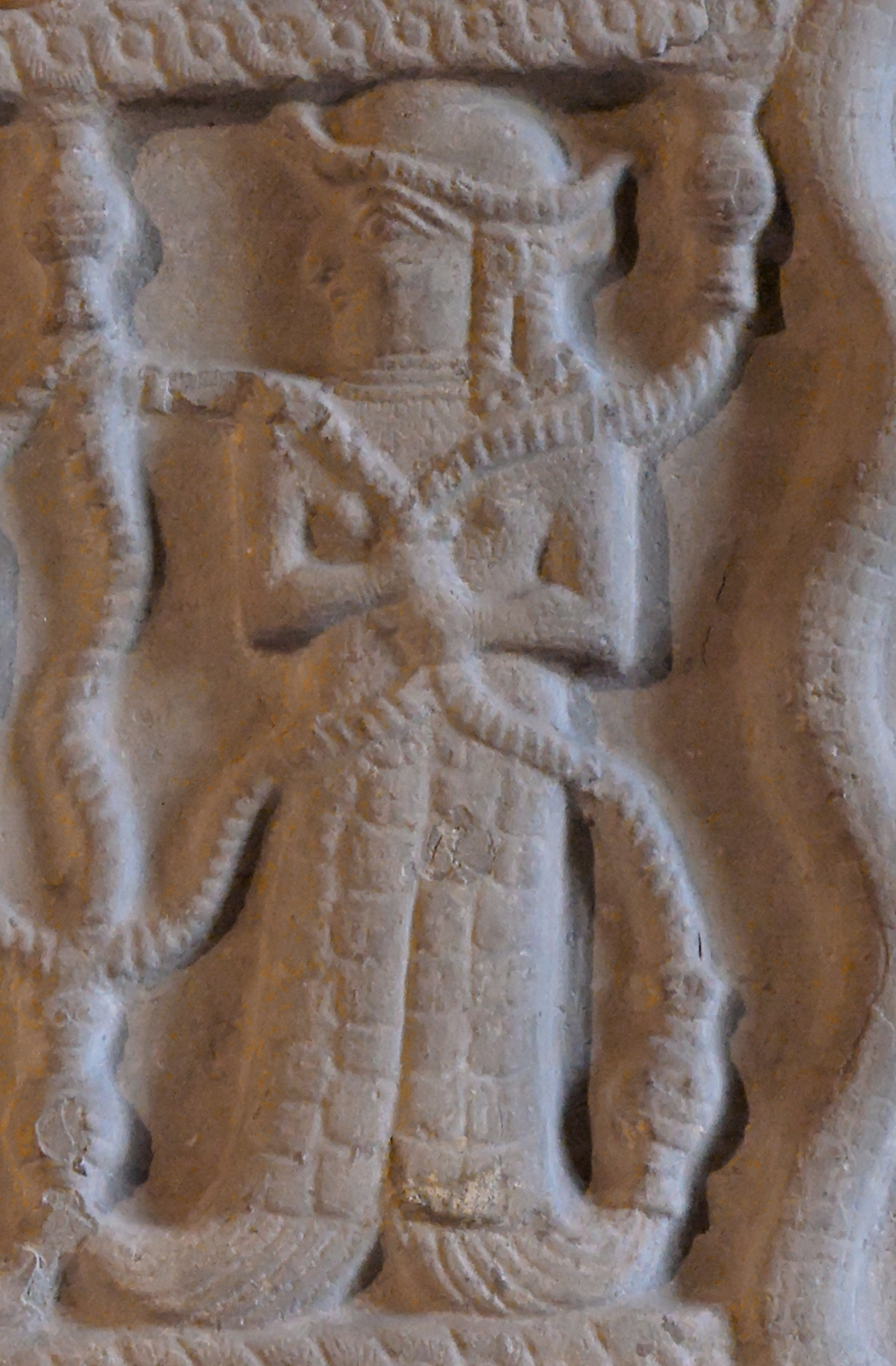
Részlet Untas-Napirisa sztéléjéről (Louvre)

II. Kurigalzu (i. e. 1332 – i. e. 1308) kassú király nevét számos, elámi területen előkerült lelet megőrizte számunkra. Babiloni feliratain is dicsekedett a keleti győzelmeivel, amik nem bizonyultak tartós hódításnak, de ezekből eredően új dinasztia került Elám trónjára. Igehalki király és utódai felvették a harcot a kassú Babilonnal, és hatalmuk növekedését számos építkezés is jelezte. Mi több, Untas-Napirisa király (i. e. 1260 – i. e. 1235) a régi épületek kijavítása mellett új fővárost emeltetett, Ál-Untas-Napirisát.
Az i. e. 12. század első felében uralkodott Sutruk-Nahhunte, aki a felirata szerint átkelt az Ulájon, és nagyarányú hadjáratban térdre kényszerített 700 várost, köztük Esnunnát, Szippart, Dúr-Kurigalzut, Dúr-Sarrukínt és Opiszt. Ékes bizonyítékul szolgál, hogy Szúsza városában számos mezopotámiai eredetű emlékmű is előkerült ebből az időszakból: így Narám-Szín egyik győzelmi sztéléje, Hammurapi híres törvényoszlopa, II. Melisipak király domborműve és még számos szobor Akkád területéről. Sutruk-Nahhunte ezenfelül kelet felé is terjeszkedett, és megszilárdította az elámi ellenőrzést a Perzsa-öböl felett is.
Sutruk-Nahhunte fia, Kutir-Insusinak is kitett magáért: i. e. 1154-ben végleg megbuktatta a kassú Babilóniát. Babilonból Marduk, Urukból pedig Inanna isten szobrát hurcolta magával zsákmányként. Fivére, Silhak-Insusinak a Zagrosz lába mentén vezetett észak felé hadjáratokat, és ő már a Középasszír Birodalom területeire jutott, amikor elérte Arrapha és Nuzi városát.
Silhak-Insusinakhoz hasonlóan az utódja és unokaöccse, Huteludus-Insusinak is nagy építkező volt, de Elám az ő idejében bukott el újra. A II. iszini dinasztia sarja, I. Nabú-kudurri-uszur babilóniai király (i. e. 1125 – i. e. 1104) néhány sikertelen próbálkozást követően egy, a legforróbb időszakban végrehajtott váratlan támadással legyőzte és kirabolta Szúszát. Elám történetében ezek után ismét sötét kor kezdődött, amely mintegy 100 évig tartott.

### A függetlenség vége
Elám az i. e. 8. századra erősödött meg ismét annyira, hogy jelentős katonai hatással lehetett Mezopotámiára. Időközben II. Sarrukín (i. e. 721 – i. e. 705) az uralkodásának második évében Dér városánál csapott össze a Babilóniában trónbitorlóként uralkodó II. Marduk-apla-iddínát támogató Humban-nikas hadaival, és az ütközet nagy valószínűséggel döntetlennel végződött. (Asszír források szerint Sarrukín, babiloniak szerint az ellenfele győzött). Sarrukín ezután Elám felett is aratott kisebb jelentőségű győzelmeket. Utóda, Szín-ahhé-eríba (i. e. 705 – i. e. 681) a visszatérő II. Marduk-apla-iddina elleni harc során i. e. 703-ban Kúta mellett győzelmet aratott a kháld–babiloni–arab–elámi hadak felett.

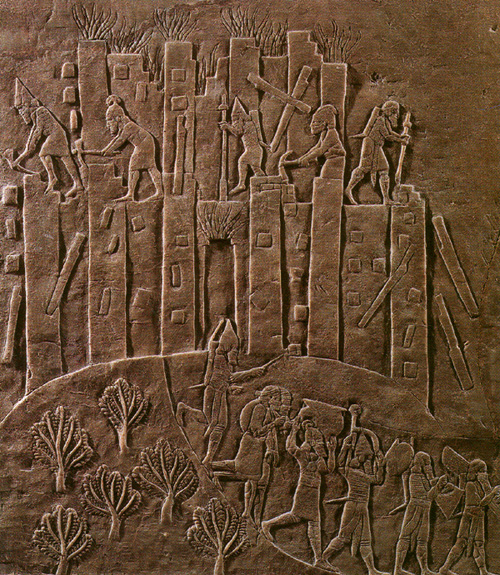
Szúsza lerombolása, dombormű Ninivéből

Ezt követően Szín-ahhé-eríba indított támadást dél felé i. e. 694-ben, azonban a győzelmi híradásai ellenére az ellentámadásba átmenő Elám meghódította Szippart, és az asszír király itt regnáló trónörökösét, Assur-nádin-sumit is elhurcolták. Az elkövetkező években zavaros helyzet alakult ki Babilóniában és Elámban, királyok jöttek és mentek. Asszíria is csak i. e. 690-ben kapott ismét erőre, de a következő évben porig rombolta Babilont. Az elámiak is többször megtámadták Dél-Mezopotámiát az elkövetkező évtizedekben.
Később a helyi trónviszályba beavatkozó Assur-bán-apli (i. e. 668 – i. e. 631/629) idején Elámot két nagyobb asszír támadás érte: i. e. 667-ben és i. e. 653-ban. A második, Ulaj menti csatában elesett Tempt-Humban-Insusinak (akkádul Teumman) király, fejét Ninivében tették közszemlére.
A következő évben Assur-bán-apli fivére, a Babilóniát igazgató Samas-sum-ukín fellázadt a bátyja ellen, és ebben az elámiak is támogatták. Nem csoda, hogy a felkelés leverése után az Újasszír Birodalom hadigépezete megindult délkelet felé, és i. e. 648 – i. e. 647 során legyőzte Elámot. Az új király, III. Humban-haltas (akkád neve Ummanaldas) is elesett. Az asszírok ekkor kifosztották, lerombolták és sóval bevetették Szúszát, a királyszobrokat lenyakazták, a sírokat meggyalázták, és rengeteg műkincset hurcoltak magukkal.
Elám i. e. 539-ben lett végleg az Óperzsa Birodalom része. Addig több jelentéktelen fejedelemség osztozott a területén, melyeknek azonban már nem volt komolyabb beleszólásuk a történelem alakulásába.

## Kultúra
Elám népének nyelve mai ismereteink szerint rokontalan nyelv, amelynek első emlékei i. e. 2900 körülről maradtak ránk. Később a Perzsa Birodalom hivatalos nyelveként szolgált, a behisztuni felirat egyik nyelve is elámi. Az elámi nyelvet az akkádtól nem sokban eltérő alakú, bár kisebb jelkészlettel rendelkező ékírással foglalták írásba, ám hieroglif írásuk máig megfejtetlen.
Az elámi vallás is meglehetősen sajátságos volt. Az i. e. 3. évezredben Pinikir istennőt imádták, később Humban/Napirisa (ez utóbbi jelentése „nagy isten”) és felesége, a Lijánban tisztelt Kiririsa („nagy istennő”) került a panteon központjába. Az i. e. 2. évezred végére Szúsza istene, Insusinak (nevének jelentése is „Szúsza istene”) lett a főisten. Szintén fontossá vált Nahhunte, a Nap és igazság istene.
Kisebb jelentőségű babilóniai istenek tisztelete – feltehetően helyi kultuszokkal azonosulva – szintén megfigyelhető, például Adadé és a feleségéé, Saláté, illetve Színé és feleségéé, Nuszkué.